# Cremastus angustus
Cremastus angustus là một loài tò vò trong họ Ichneumonidae.